# Francesco di Borbone-Due Sicilie
Francesco di Borbone-Due Sicilie, conte di Trapani (nome completo Francesco di Paola Luigi Emanuele di Borbone-Due Sicilie; Napoli, 13 agosto 1827 – Parigi, 24 settembre 1892), fu un principe e membro della Casa Reale di Borbone-Due Sicilie.

## Biografia

### La famiglia
Nato a Napoli, Francesco era il figlio minore di re Francesco I delle Due Sicilie (1777-1830) e della sua seconda moglie, nonché sua cugina, l'infanta Maria Isabella di Borbone-Spagna (1789-1848), figlia di re Carlo IV di Spagna e di sua moglie la regina Maria Luisa di Parma. Sua madre lo chiamava "Franceschino". Francesco era fratellastro di Carolina, Duchessa di Berry, e fratello di Luisa Carlotta, Duchessa di Cadice, Maria Cristina, Regina di Spagna, Ferdinando II delle Due Sicilie, Carlo Ferdinando, Principe di Capua, Leopoldo, Conte di Siracusa, Antonio, Conte di Lecce, Infanta Maria Amalia di Spagna e Portogallo, Maria Carolina, Contessa di Montemolin, Teresa Cristina, Imperatrice del Brasile.
Il principe Francesco, chiamato "Franceschino" dalla madre, fu educato dai Gesuiti al Collegio dei Nobili di Roma, dove visse dal 1838 al 1845.

### La difesa del regno e l'esilio
Nel 1850 fu nominato generale di brigata.
Durante la seconda guerra d'indipendenza,  fu uno degli avversari principali del generale borbonico Giuseppe Salvatore Pianell in quanto lo accusò diverse volte di favoreggiamento nei confronti dei rivoluzionari e dei Savoia.
L'8 ottobre 1860 fu nominato tenente generale.
Dopo la caduta del Regno delle Due Sicilie nel 1861, al termine della Spedizione dei Mille, la famiglia reale andò in esilio. In principio, Francesco e la sua famiglia andarono a Roma, al seguito del re Francesco II, e dove erano sotto la protezione di Papa Pio IX. Quando anche lo Stato Pontificio fu invaso da Vittorio Emanuele II d'Italia nel 1870,  fuggirono in Francia. Francesco morì nel 1892 a Parigi all'età di 65 anni.

## Matrimonio e figli
Francesco sposò sua nipote S.A.I. e R. l'Arciduchessa Maria Isabella d'Austria, Principessa di Toscana (1834-1901), figlia del granduca Leopoldo II di Toscana (1797-1870) e della sua seconda moglie la granduchessa Maria Antonietta di Borbone (1814-1898), sorella dello stesso Francesco, il 10 aprile del 1850.
La coppia ebbe sei figli:
- S.A.R. la principessa donna Maria Antonietta Giuseppina Leopoldina, (16 marzo 1851 - 12 settembre 1918), sposò l'8 giugno 1868 a Roma, S.A.R. il principe don Alfonso, conte di Caserta;
- S.A.R. il principe don Leopoldo Maria (24 settembre 1853 - 4 settembre 1870);
- S.A.R. la principessa donna Maria Teresa Ferdinanda Immacolata Concetta Sebasia Luciana Filomena (7 gennaio 1855 - 1º settembre 1856);
- S.A.R. la principessa donna Maria Carolina Giuseppina Ferdinanda (21 febbraio 1856 - 7 aprile 1941), sposò il 19 novembre 1885 a Parigi il conte Andrzej Zamoyski;
- S.A.R. il principe don Ferdinando Maria Giuseppe (25 maggio 1857-22 luglio 1859);
- S.A.R. la principessa donna Maria Annunziata Teresa Gennara (21 settembre 1858-20 marzo 1873).

## Ascendenza
|                                      |                     |                                     | Genitori                                      |  |  | Nonni |  |  | Bisnonni            |  |  | Trisnonni           |  |
|                                      |                     |                                     |                                               |  |  |       |  |  | Carlo III di Spagna |  |  | Filippo V di Spagna |  |
|                                      |                     |                                     |                                               |  |  |       |  |  | Carlo III di Spagna |  |  | Filippo V di Spagna |  |
|                                      |                     | Elisabetta Farnese                  |                                               |  |  |       |  |  | Carlo III di Spagna |  |  |                     |  |
| Ferdinando I delle Due Sicilie       |                     |                                     |                                               |  |  |       |  |  | Carlo III di Spagna |  |  |                     |  |
|                                      |                     | Maria Amalia di Sassonia            | Augusto III di Polonia                        |  |  |       |  |  |                     |  |  |                     |  |
|                                      |                     | Maria Amalia di Sassonia            | Augusto III di Polonia                        |  |  |       |  |  |                     |  |  |                     |  |
|                                      |                     | Maria Amalia di Sassonia            | Maria Giuseppa d'Austria                      |  |  |       |  |  |                     |  |  |                     |  |
| Francesco I delle Due Sicilie        |                     | Maria Amalia di Sassonia            |                                               |  |  |       |  |  |                     |  |  |                     |  |
|                                      |                     | Francesco Stefano di Lorena         | Leopoldo di Lorena                            |  |  |       |  |  |                     |  |  |                     |  |
|                                      |                     | Francesco Stefano di Lorena         | Leopoldo di Lorena                            |  |  |       |  |  |                     |  |  |                     |  |
|                                      |                     | Francesco Stefano di Lorena         | Elisabetta Carlotta di Borbone-Orléans        |  |  |       |  |  |                     |  |  |                     |  |
| Maria Carolina d'Asburgo-Lorena      |                     | Francesco Stefano di Lorena         |                                               |  |  |       |  |  |                     |  |  |                     |  |
|                                      |                     | Maria Teresa d'Austria              | Carlo VI d'Asburgo                            |  |  |       |  |  |                     |  |  |                     |  |
|                                      |                     | Maria Teresa d'Austria              | Carlo VI d'Asburgo                            |  |  |       |  |  |                     |  |  |                     |  |
|                                      |                     | Maria Teresa d'Austria              | Elisabetta Cristina di Brunswick-Wolfenbüttel |  |  |       |  |  |                     |  |  |                     |  |
| Francesco di Paola, Conte di Trapani |                     | Maria Teresa d'Austria              |                                               |  |  |       |  |  |                     |  |  |                     |  |
|                                      | Carlo III di Spagna | Filippo V di Spagna                 |                                               |  |  |       |  |  |                     |  |  |                     |  |
|                                      | Carlo III di Spagna | Filippo V di Spagna                 |                                               |  |  |       |  |  |                     |  |  |                     |  |
|                                      | Carlo III di Spagna | Elisabetta Farnese                  |                                               |  |  |       |  |  |                     |  |  |                     |  |
| Carlo IV di Spagna                   | Carlo III di Spagna |                                     |                                               |  |  |       |  |  |                     |  |  |                     |  |
|                                      |                     | Maria Amalia di Sassonia            | Augusto III di Polonia                        |  |  |       |  |  |                     |  |  |                     |  |
|                                      |                     | Maria Amalia di Sassonia            | Augusto III di Polonia                        |  |  |       |  |  |                     |  |  |                     |  |
|                                      |                     | Maria Amalia di Sassonia            | Maria Giuseppa d'Austria                      |  |  |       |  |  |                     |  |  |                     |  |
| Maria Isabella di Borbone-Spagna     |                     | Maria Amalia di Sassonia            |                                               |  |  |       |  |  |                     |  |  |                     |  |
|                                      |                     | Filippo I di Parma                  | Filippo V di Spagna                           |  |  |       |  |  |                     |  |  |                     |  |
|                                      |                     | Filippo I di Parma                  | Filippo V di Spagna                           |  |  |       |  |  |                     |  |  |                     |  |
|                                      |                     | Filippo I di Parma                  | Elisabetta Farnese                            |  |  |       |  |  |                     |  |  |                     |  |
| Maria Luisa di Borbone-Parma         |                     | Filippo I di Parma                  |                                               |  |  |       |  |  |                     |  |  |                     |  |
|                                      |                     | Luisa Elisabetta di Borbone-Francia | Luigi XV di Francia                           |  |  |       |  |  |                     |  |  |                     |  |
|                                      |                     | Luisa Elisabetta di Borbone-Francia | Luigi XV di Francia                           |  |  |       |  |  |                     |  |  |                     |  |
|                                      |                     | Luisa Elisabetta di Borbone-Francia | Maria Leszczyńska                             |  |  |       |  |  |                     |  |  |                     |  |
|                                      |                     | Luisa Elisabetta di Borbone-Francia |                                               |  |  |       |  |  |                     |  |  |                     |  |